# Euryclelia cardinalis
Euryclelia cardinalis là một loài bọ cánh cứng trong họ Cerambycidae.